# Монтреста
Монтреста (італ. Montresta, сард. Montresta) — муніципалітет в Італії, у регіоні Сардинія, провінція Ористано.
Монтреста розташована на відстані близько 380 км на південний захід від Рима, 140 км на північ від Кальярі, 55 км на північ від Ористано.
Населення — 517 осіб (2014).
Покровитель — San Cristoforo.

## Демографія
Населення за роками:

Станом на 1 січня 2023 року в муніципалітеті офіційно проживало 15 іноземців з 6 країн, серед них 10 громадян країн Євросоюзу та 3 громадяни України.

## Сусідні муніципалітети
- Боза
- Падрія
- Вілланова-Монтелеоне